# 吹田駅 (阪急)

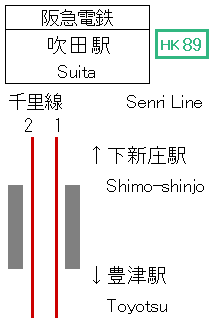
配線図

吹田駅（すいたえき）は、大阪府吹田市西の庄町にある、阪急電鉄千里線の駅。駅番号はHK-89。
近くには西日本旅客鉄道（JR西日本）東海道本線の吹田駅もある。

## 歴史
1964年（昭和39年）に旧・吹田駅と市役所前駅を統合して開業した駅で、駅名標には（吹田市役所前）と追記されている。現在の駅位置はかつての市役所前駅にあたる一方、旧・吹田駅は東海道本線の東側にあった。両駅間の距離は200メートルと短く、停車中の列車から隣駅を見ることができたほどであり、その駅間距離の短さゆえに列車編成の長大化に伴う駅間距離の見直しの中で統合が実施された。統合後も旧・吹田駅のホームだったとされる跡地が上り線（北千里行）側にある。

### 年表
- 1921年（大正10年）4月1日：北大阪電気鉄道が十三駅 - 淡路駅 - 豊津駅間を開業させた際に、東吹田駅、西吹田駅が設置される[3]。
- 1923年（大正12年）4月1日：路線譲渡により両駅とも新京阪鉄道の駅となる[3]。
- 1930年（昭和5年）9月15日：会社合併により、両駅とも京阪電気鉄道千里山線の駅となる。
- 1943年（昭和18年）10月1日：会社合併により、両駅とも京阪神急行電鉄（現在の阪急電鉄）の駅となる。同時に東吹田駅を吹田駅に、西吹田駅を市役所前駅に改称[3]。
- 1964年（昭和39年）4月10日：吹田駅（旧・東吹田駅）と市役所前駅を廃止し、（新）吹田駅開業[3]。
- 1967年（昭和42年）3月1日：千里山線が千里線に改称され、当駅もその所属となる[3]。
- 1985年（昭和60年）4月1日：北口の北千里側に改札口を設ける。この時は自動改札機が設置されたが、自動券売機は設置されなかった。構内踏切は券売機が設置された同年秋に廃止された。
- 2013年（平成25年）12月21日：駅番号導入[3]。

## 駅構造
相対式ホーム2面2線を有する地上駅。分岐器や絶対信号機を持たないため、停留所に分類される。改札口はJR吹田駅に近い南改札口と、吹田市文化会館（メイシアター）に近い北改札口の2か所がある。南改札口は地下にあり、歩行者用道路としての役割も果たしている。北改札口は地上部にあり、上下ホーム別になっている。1985年（昭和60年）秋までは北改札口に構内踏切が設置されていた。構内踏切の撤去後は双方のホームは南改札側の地下道で連絡している。
トイレは淡路方面ホームにある。

### のりば
| 号線 | 路線    | 方向 | 行先                                               |
| ---- | ------- | ---- | -------------------------------------------------- |
| 1    | ■千里線 | 上り | 北千里・山田・南千里方面                           |
| 2    | ■千里線 | 下り | 大阪梅田・天下茶屋・京都河原町・神戸三宮・宝塚方面 |

※実際には構内にのりば番号表記はないが、スマートフォン向けアプリ「阪急沿線ナビ TOKKアプリ」の発車案内機能では、北千里方面が1号線、天下茶屋方面が2号線と表示されている。

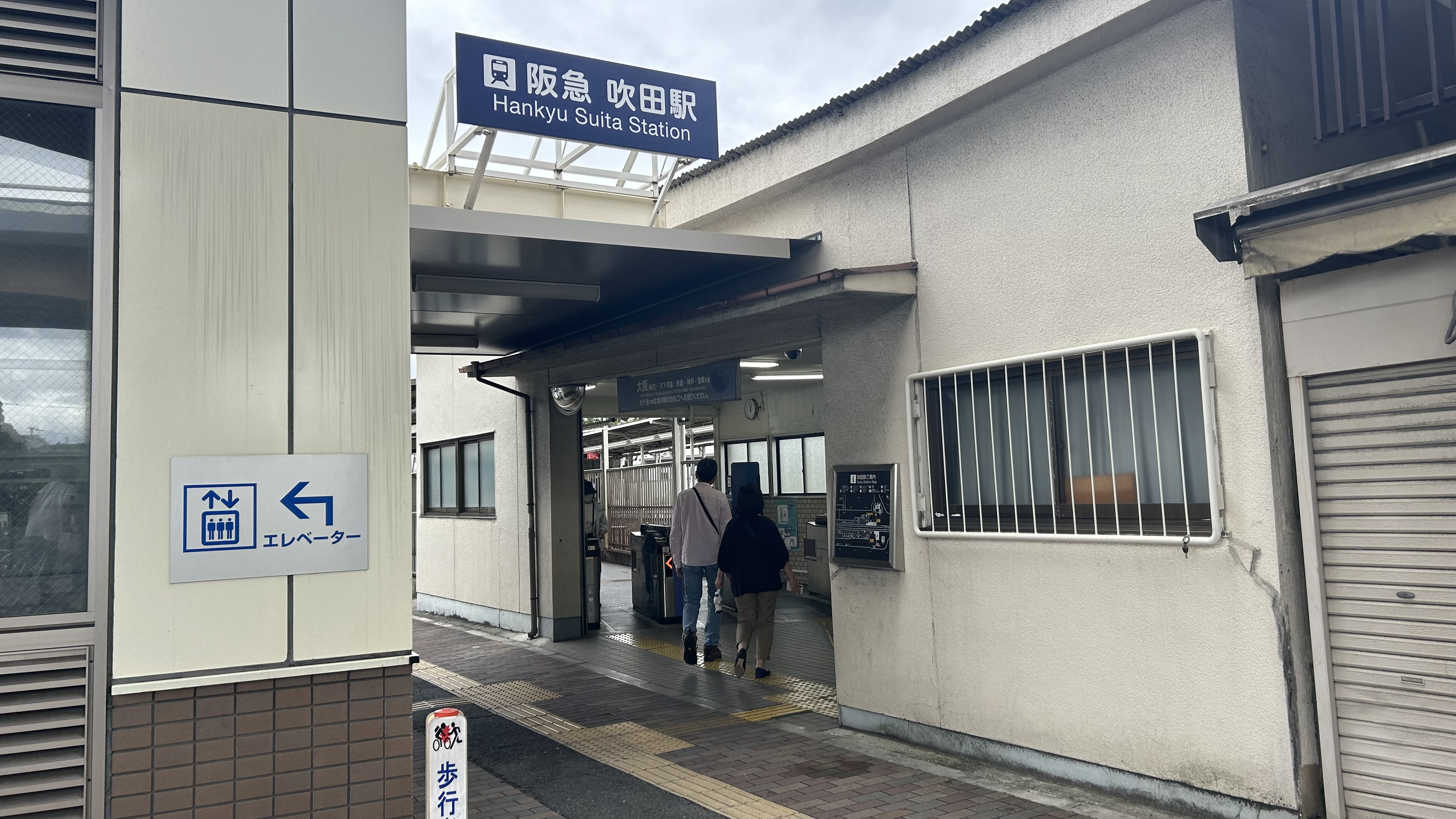
東口（2025年5月）
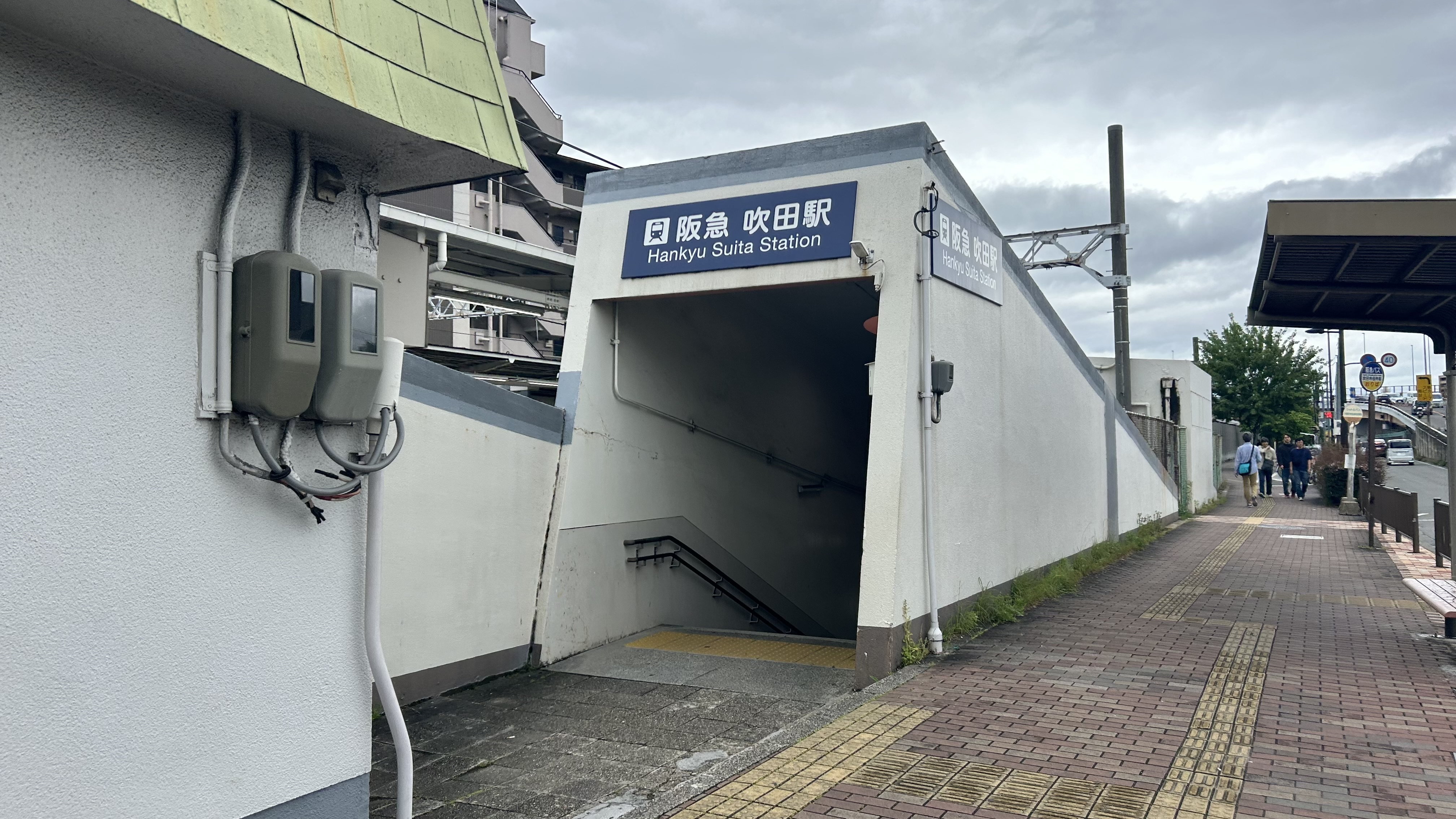
南東口（2025年5月）
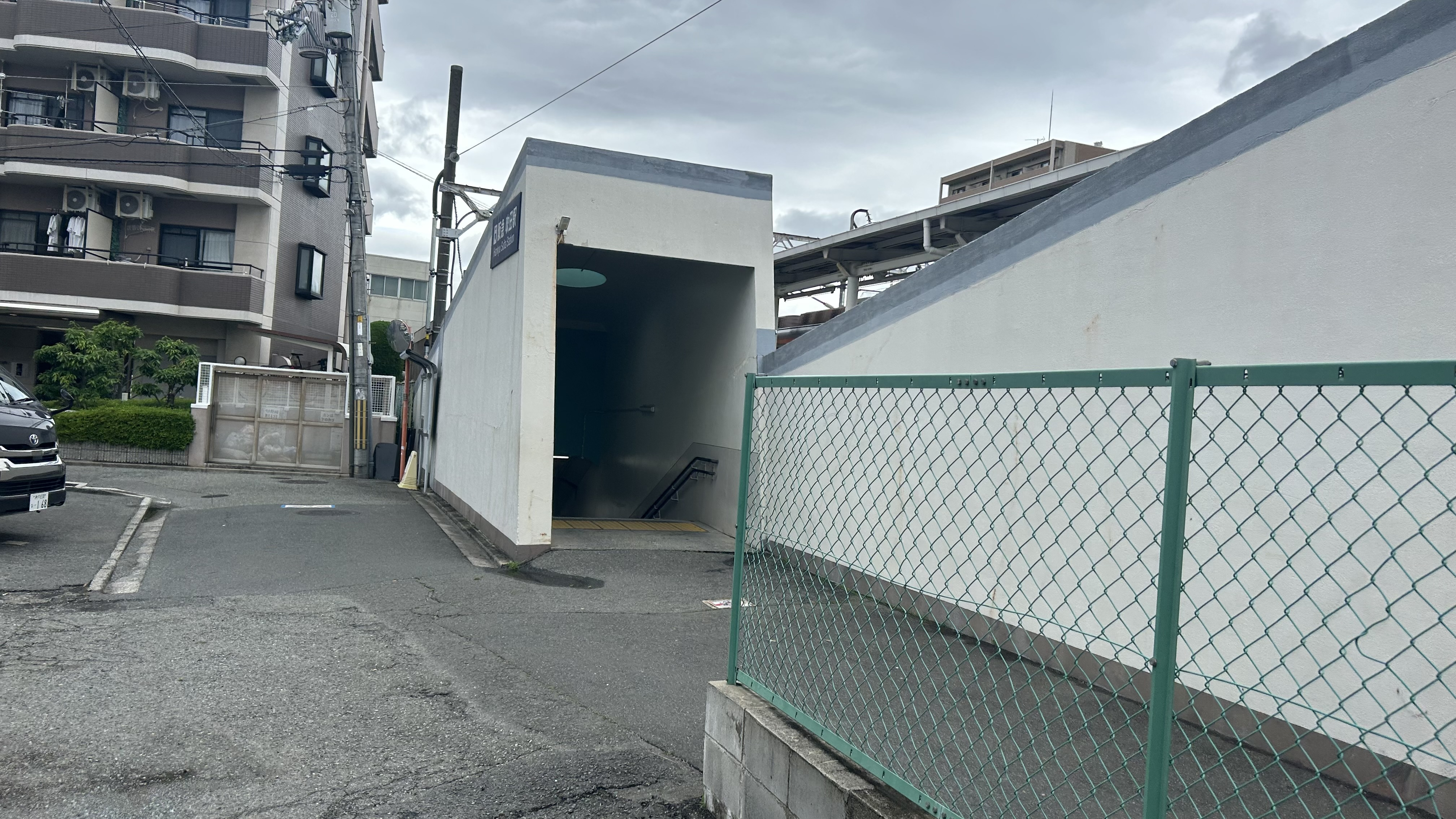
南西口（2025年5月）
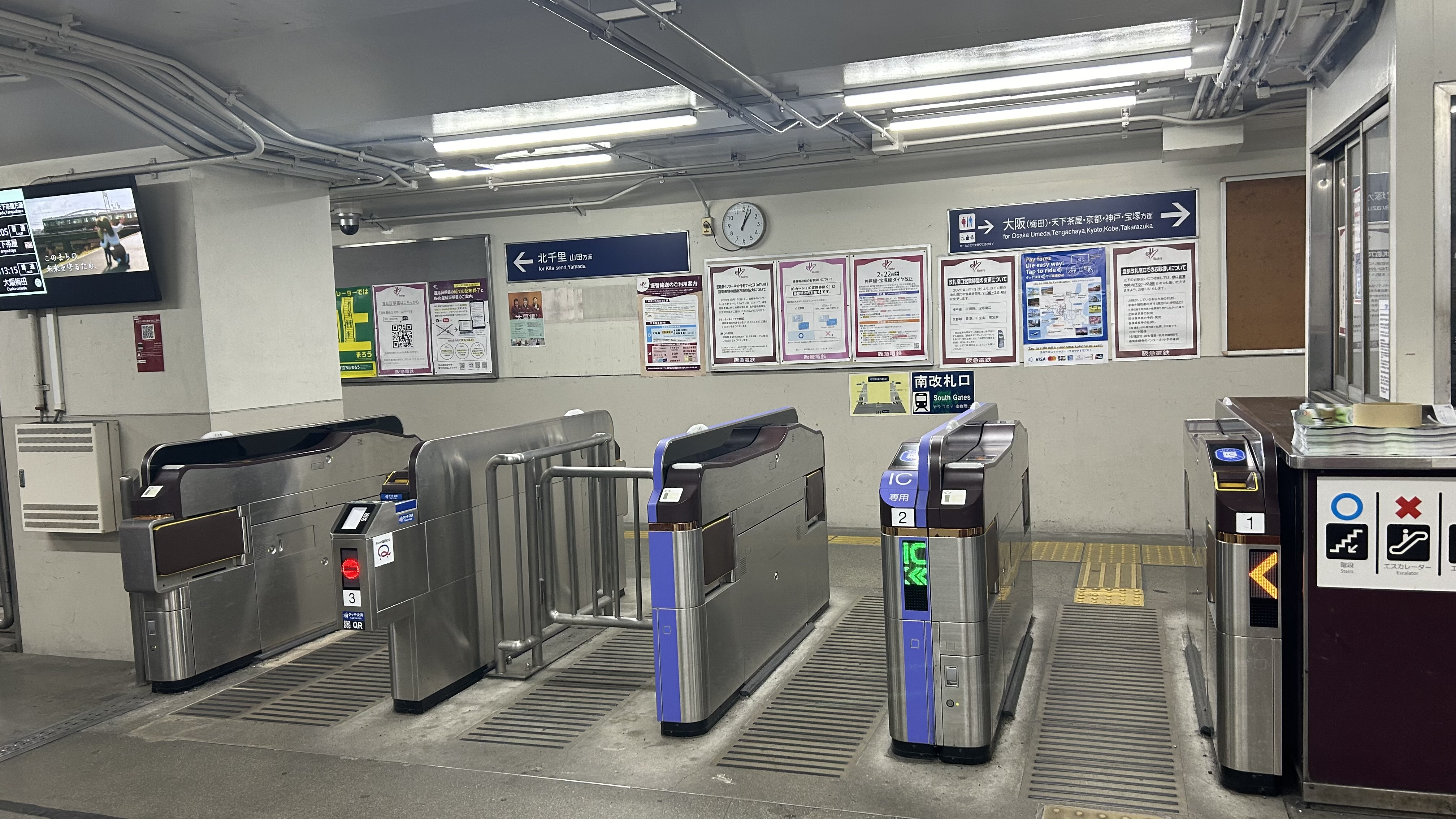
南改札口（2025年5月）
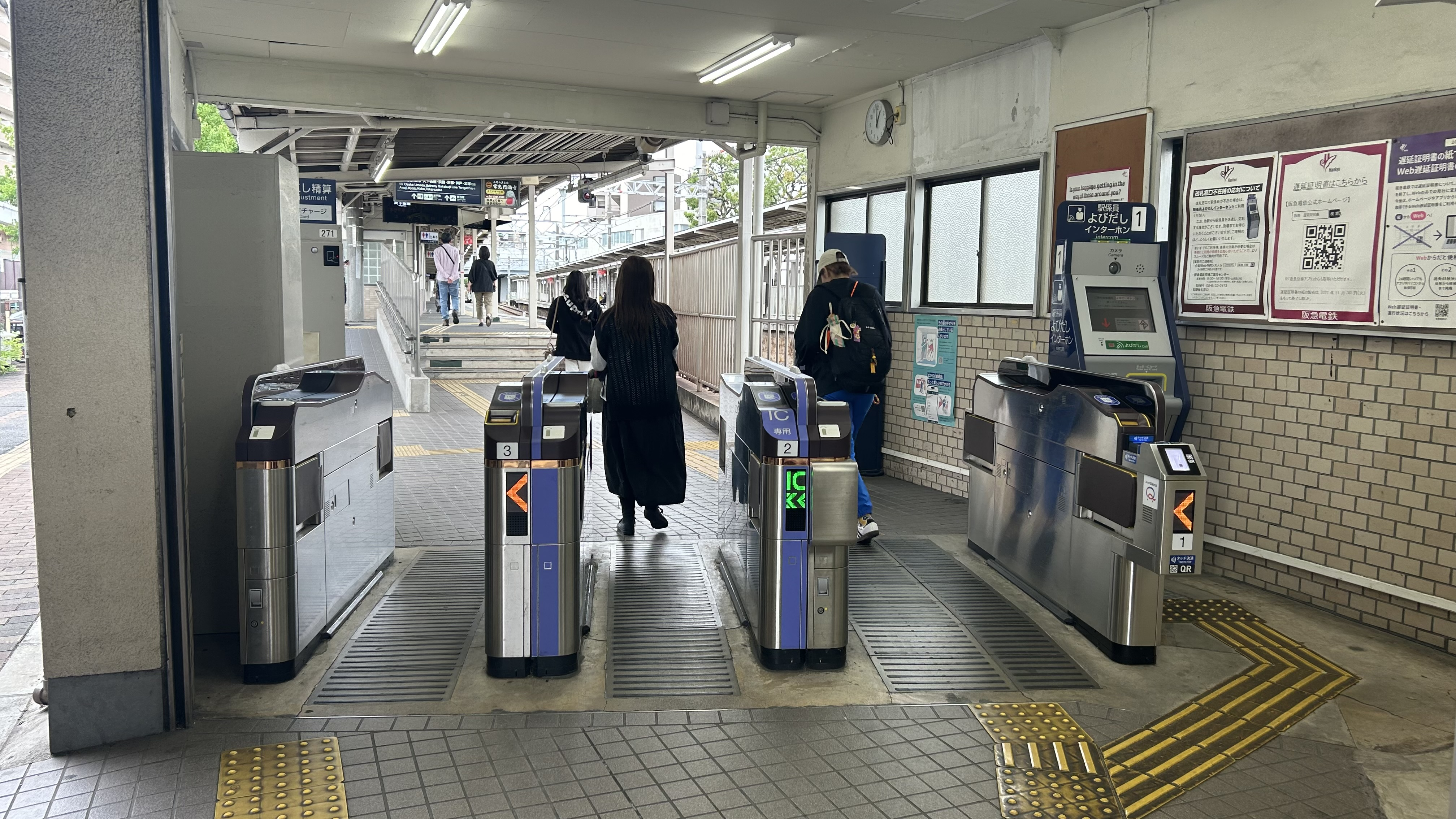
東改札口（2025年5月）
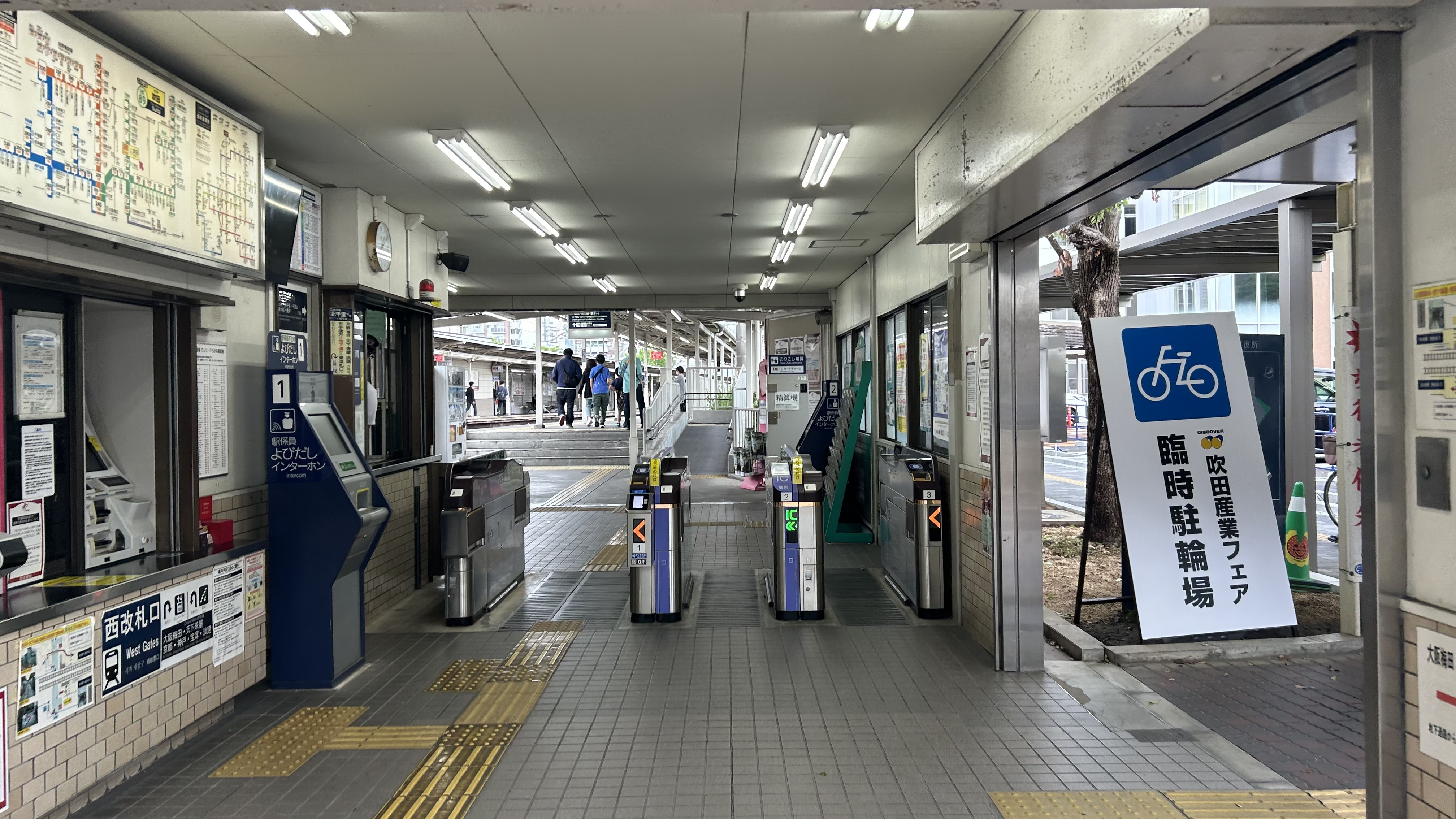
西改札口（2025年5月）
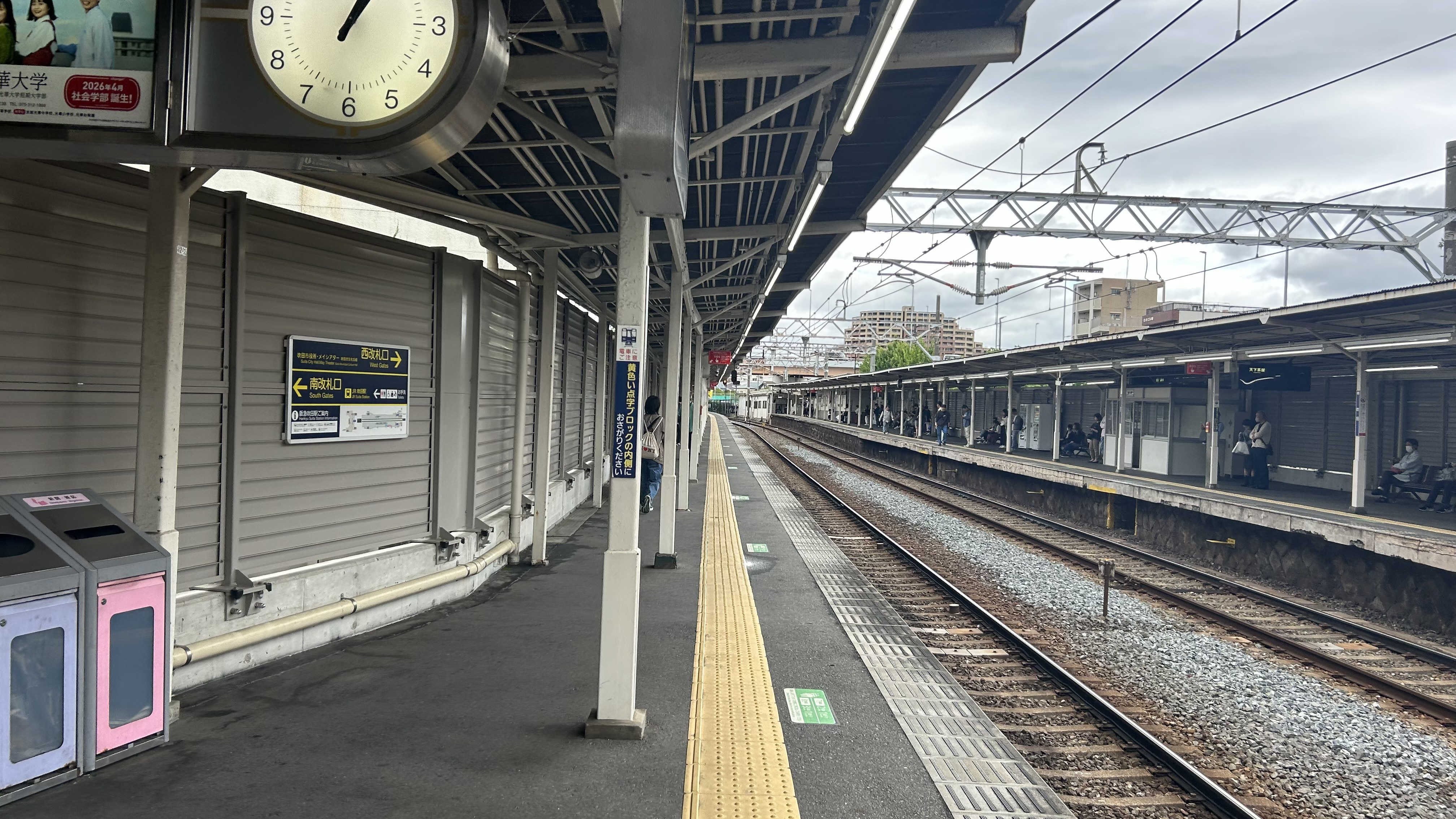
北千里方面ホーム（2025年5月）
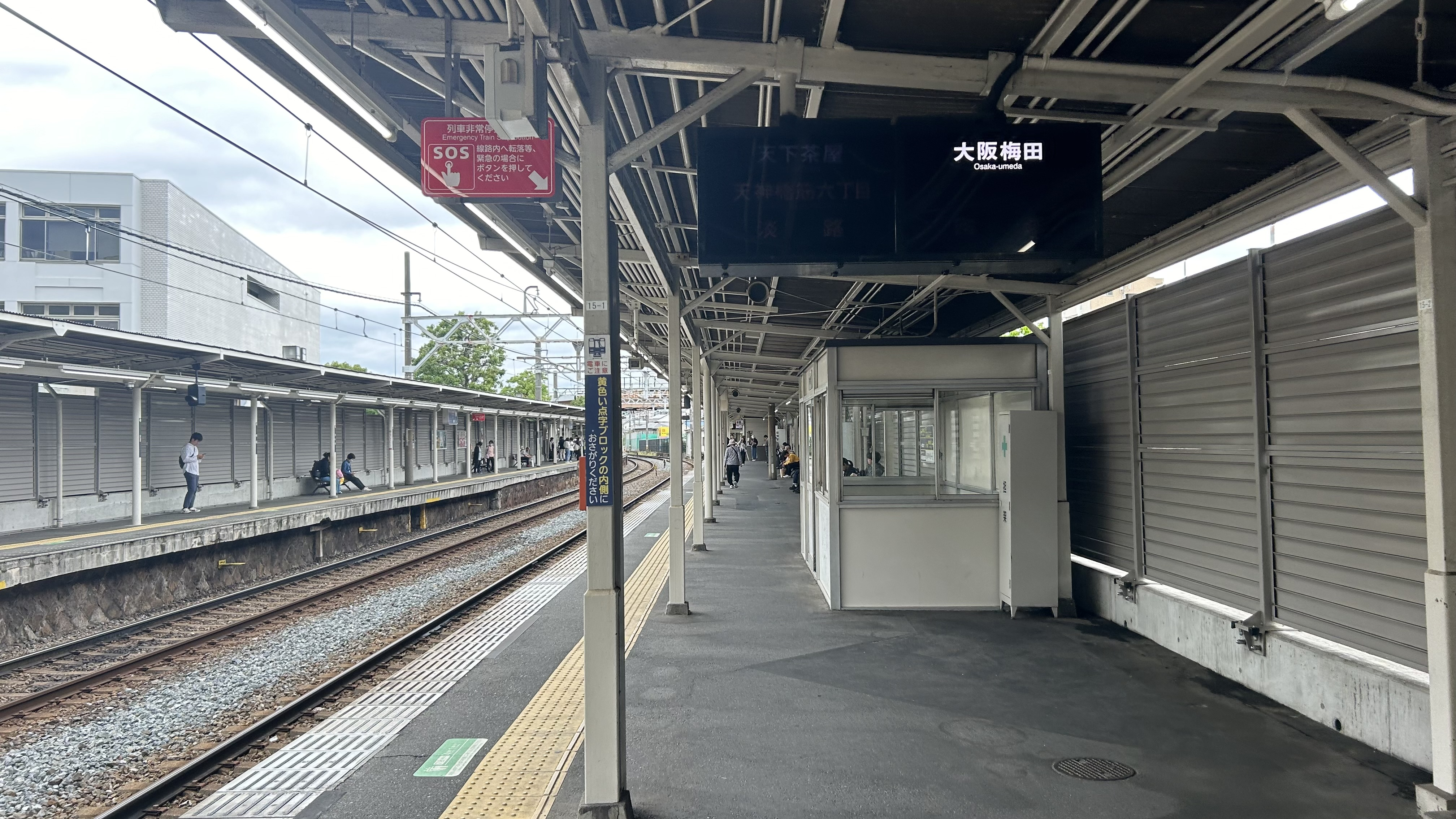
淡路方面ホーム（2025年5月）
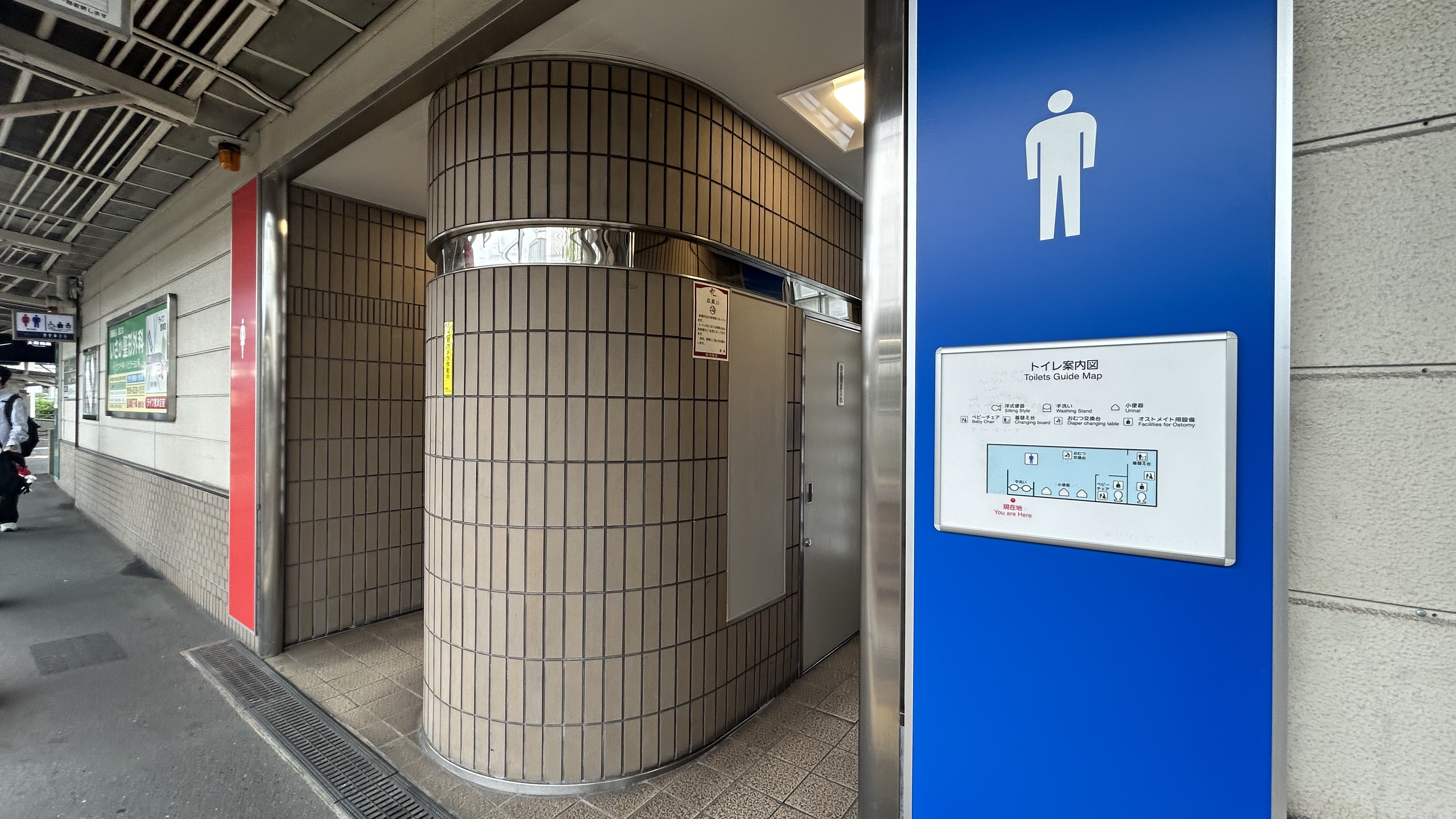
トイレ
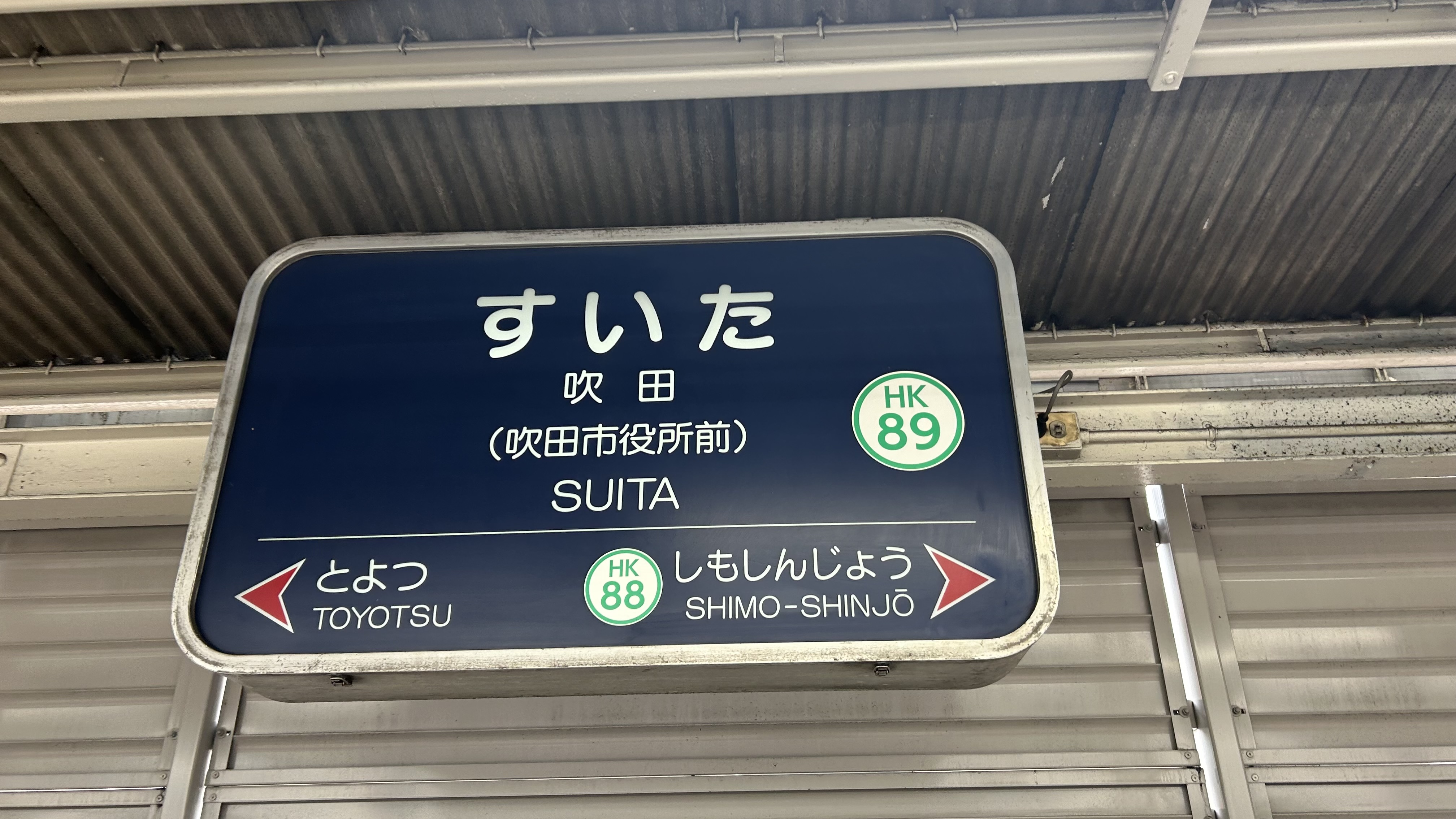
駅名標

## 利用状況
2024年（令和5年）次の通年平均乗降人員は14,197人である。阪急電鉄の駅では第53位（52位＝正雀駅、54位＝芦屋川駅）。

### 年次別利用状況
各年次の乗降人員の推移は下表の通り。2010年までは平日限定、2017年以降は通年平均となっている。2016年までは上位50駅のみが判明しており、ランク外となった当駅の2011年〜2016年の順位・利用者数は不明となっている。また同年次までは天神橋筋六丁目駅もランキングの対象となっており（2017年以降は対象外）、いずれも当駅より上位に位置していたことから同駅を含めるか否かで順位が変わるが、ここでは出典上での順位をそのまま記載する。
| /        | 年次               | 乗車人員 | 降車人員 | 乗降人員 | 順位 | 出典        |
| -------- | ------------------ | -------- | -------- | -------- | ---- | ----------- |
| 平日限定 | 2007年（平成19年） | 9,101    | 8,962    | 18,063   | 50位 | [ 阪急 2 ]  |
| 平日限定 | 2008年（平成20年） | 9,275    | 9,119    | 18,394   | 50位 | [ 阪急 3 ]  |
| 平日限定 | 2009年（平成21年） | 9,023    | 8,848    | 17,871   | 50位 | [ 阪急 4 ]  |
| 平日限定 | 2010年（平成22年） | 8,943    | 8,796    | 17,739   | 49位 | [ 阪急 5 ]  |
| 通年平均 | 2017年（平成29年） | -        | -        | 15,378   | 55位 | [ 阪急 6 ]  |
| 通年平均 | 2018年（平成30年） | -        | -        | 15,409   | 53位 | [ 阪急 7 ]  |
| 通年平均 | 2019年（令和元年） | -        | -        | 15,022   | 54位 | [ 阪急 8 ]  |
| 通年平均 | 2020年（令和02年） | -        | -        | 11,715   | 54位 | [ 阪急 9 ]  |
| 通年平均 | 2021年（令和03年） | -        | -        | 12,190   | 54位 | [ 阪急 10 ] |
| 通年平均 | 2022年（令和04年） | -        | -        | 13,287   | 54位 | [ 阪急 11 ] |
| 通年平均 | 2023年（令和05年） | -        | -        | 14,235   | 53位 | [ 阪急 12 ] |
| 通年平均 | 2024年（令和06年） | -        | -        | 14,197   | 53位 | [ 阪急 1 ]  |

### 年度別利用状況
各年度の利用状況は下表の通り。特定日の数値は大阪府統計年鑑、年間の数値は吹田市統計書による。
| 年度               | 特定日   | 特定日   | 特定日   | 年間（単位：千人） | 年間（単位：千人） | 出典          | 出典          |
| 年度               | 乗車人員 | 降車人員 | 乗降人員 | 乗車人員           | 降車人員           | 大阪府        | 吹田市        |
| ------------------ | -------- | -------- | -------- | ------------------ | ------------------ | ------------- | ------------- |
| 1966年（昭和41年） | 11,685   | -        | -        | -                  | -                  | [ 大阪府 1 ]  | -             |
| 1967年（昭和42年） | 11,946   | -        | -        | -                  | -                  | [ 大阪府 2 ]  | -             |
| 1968年（昭和43年） | 12,231   | -        | -        | -                  | -                  | [ 大阪府 3 ]  | -             |
| 1969年（昭和44年） | 12,727   | -        | -        | -                  | -                  | [ 大阪府 4 ]  | -             |
| 1970年（昭和45年） | 12,797   | -        | -        | -                  | -                  | [ 大阪府 5 ]  | -             |
| 1971年（昭和46年） | 12,399   | -        | -        | -                  | -                  | [ 大阪府 6 ]  | -             |
| 1972年（昭和47年） | 12,500   | -        | -        | -                  | -                  | [ 大阪府 7 ]  | -             |
| 1973年（昭和48年） | 11,753   | -        | -        | -                  | -                  | [ 大阪府 8 ]  | -             |
| 1974年（昭和49年） | 12,047   | -        | -        | -                  | -                  | [ 大阪府 9 ]  | -             |
| 1975年（昭和50年） | 12,954   | -        | -        | -                  | -                  | [ 大阪府 10 ] | -             |
| 1976年（昭和51年） | 12,399   | -        | -        | -                  | -                  | [ 大阪府 11 ] | -             |
| 1977年（昭和52年） | 12,290   | -        | -        | -                  | -                  | [ 大阪府 12 ] | -             |
| 1978年（昭和53年） | 11,989   | -        | -        | -                  | -                  | [ 大阪府 13 ] | -             |
| 1979年（昭和54年） | 12,313   | -        | -        | -                  | -                  | [ 大阪府 14 ] | -             |
| 1980年（昭和55年） | 12,534   | -        | -        | -                  | -                  | [ 大阪府 15 ] | -             |
| 1981年（昭和56年） | 12,406   | -        | -        | -                  | -                  | [ 大阪府 16 ] | -             |
| 1982年（昭和57年） | 12,093   | 12,332   | 24,425   | -                  | -                  | [ 大阪府 17 ] | -             |
| 1983年（昭和58年） | 11,743   | 11,564   | 23,307   | -                  | -                  | [ 大阪府 18 ] | -             |
| 1984年（昭和59年） | 12,052   | 10,650   | 22,702   | -                  | -                  | [ 大阪府 19 ] | -             |
| 1985年（昭和60年） | 12,330   | 12,140   | 24,470   | -                  | -                  | [ 大阪府 20 ] | -             |
| 1986年（昭和61年） | 12,557   | 12,947   | 25,504   | -                  | -                  | [ 大阪府 21 ] | -             |
| 1987年（昭和62年） | 13,291   | 13,296   | 26,587   | -                  | -                  | [ 大阪府 22 ] | -             |
| 1988年（昭和63年） | 12,530   | 12,222   | 24,752   | -                  | -                  | [ 大阪府 23 ] | -             |
| 1989年（平成元年） | -        | -        | -        | -                  | -                  | [ 大阪府 24 ] | -             |
| 1990年（平成02年） | 12,620   | 12,982   | 25,602   | -                  | -                  | [ 大阪府 25 ] | -             |
| 1991年（平成03年） | -        | -        | -        | -                  | -                  | [ 大阪府 26 ] | -             |
| 1992年（平成04年） | 11,699   | 10,659   | 22,358   | -                  | -                  | [ 大阪府 27 ] | -             |
| 1993年（平成05年） | -        | -        | -        | -                  | -                  | [ 大阪府 28 ] | -             |
| 1994年（平成06年） | -        | -        | -        | -                  | -                  | [ 大阪府 29 ] | -             |
| 1995年（平成07年） | 9,548    | 9,619    | 19,167   | -                  | -                  | [ 大阪府 30 ] | -             |
| 1996年（平成08年） | 10,272   | 10,796   | 21,068   | -                  | -                  | [ 大阪府 31 ] | -             |
| 1997年（平成09年） | 10,003   | 10,629   | 20,632   | -                  | -                  | [ 大阪府 32 ] | -             |
| 1998年（平成10年） | 9,426    | 10,051   | 19,477   | 3,842              | 4,081              | [ 大阪府 33 ] | [ 吹田市 1 ]  |
| 1999年（平成11年） | -        | -        | -        | 3,750              | 3,981              | [ 大阪府 34 ] | [ 吹田市 1 ]  |
| 2000年（平成12年） | 9,276    | 9,807    | 19,083   | 3,719              | 3,972              | [ 大阪府 35 ] | [ 吹田市 1 ]  |
| 2001年（平成13年） | 9,048    | 9,505    | 18,553   | 3,629              | 3,909              | [ 大阪府 36 ] | [ 吹田市 1 ]  |
| 2002年（平成14年） | 8,721    | 9,121    | 17,842   | 3,535              | 3,742              | [ 大阪府 37 ] | [ 吹田市 1 ]  |
| 2003年（平成15年） | 8,552    | 9,048    | 17,600   | 3,467              | 3,683              | [ 大阪府 38 ] | [ 吹田市 2 ]  |
| 2004年（平成16年） | 8,373    | 9,445    | 17,818   | 3,412              | 3,625              | [ 大阪府 39 ] | [ 吹田市 3 ]  |
| 2005年（平成17年） | 8,906    | 8,897    | 17,803   | 3,417              | 3,797              | [ 大阪府 40 ] | [ 吹田市 4 ]  |
| 2006年（平成18年） | 7,956    | 8,393    | 16,349   | 3,484              | 3,576              | [ 大阪府 41 ] | [ 吹田市 5 ]  |
| 2007年（平成19年） | 8,414    | 9,048    | 17,462   | 3,292              | 3,383              | [ 大阪府 42 ] | [ 吹田市 6 ]  |
| 2008年（平成20年） | 8,395    | 8,921    | 17,316   | 3,349              | 3,502              | [ 大阪府 43 ] | [ 吹田市 7 ]  |
| 2009年（平成21年） | 7,988    | 8,662    | 16,650   | 3,316              | 3,496              | [ 大阪府 44 ] | [ 吹田市 8 ]  |
| 2010年（平成22年） | 7,823    | 8,553    | 16,376   | 3,207              | 3,462              | [ 大阪府 45 ] | [ 吹田市 9 ]  |
| 2011年（平成23年） | 7,617    | 8,507    | 16,124   | 3,190              | 3,449              | [ 大阪府 46 ] | [ 吹田市 10 ] |
| 2012年（平成24年） | 7,504    | 8,312    | 15,816   | 3,105              | 3,405              | [ 大阪府 47 ] | [ 吹田市 11 ] |
| 2013年（平成25年） | 7,645    | 8,567    | 16,212   | 3,074              | 3,349              | [ 大阪府 48 ] | [ 吹田市 12 ] |
| 2014年（平成26年） | 8,258    | 9,241    | 17,499   | 3,160              | 3,445              | [ 大阪府 49 ] | [ 吹田市 13 ] |
| 2015年（平成27年） | 7,916    | 8,960    | 16,876   | 3,244              | 3,483              | [ 大阪府 50 ] | [ 吹田市 14 ] |
| 2016年（平成28年） | 7,622    | 8,554    | 16,176   | 3,243              | 3,552              | [ 大阪府 51 ] | [ 吹田市 15 ] |
| 2017年（平成29年） | 7,747    | 8,805    | 16,552   | 3,174              | 3,488              | [ 大阪府 52 ] | [ 吹田市 16 ] |
| 2018年（平成30年） | 7,717    | 8,961    | 16,678   | 3,170              | 3,514              | [ 大阪府 53 ] | [ 吹田市 17 ] |
| 2019年（令和元年） | 8,617    | 8,391    | 17,008   | 3,231              | 3,642              | [ 大阪府 54 ] | [ 吹田市 18 ] |
| 2020年（令和02年） | 7,422    | 7,376    | 14,798   | 2,365              | 2,673              | [ 大阪府 55 ] | [ 吹田市 19 ] |
| 2021年（令和03年） | 7,688    | 7,731    | 15,419   | 2,302              | 2,674              | [ 大阪府 56 ] | [ 吹田市 20 ] |
| 2022年（令和04年） | 8,295    | 8,161    | 16,456   | 2,541              | 3,035              | [ 大阪府 57 ] | [ 吹田市 21 ] |
| 2023年（令和05年） | 8,441    | 8,466    | 16,907   | 2,772              | 3,305              | [ 大阪府 58 ] | [ 吹田市 22 ] |

## 駅周辺
- 大和大学
- 吹田市役所
- 吹田商工会議所
- 吹田市文化会館（メイシアター）
- 片山公園
  - 吹田市立中央図書館
  - 吹田市片山市民体育館
  - 吹田市片山市民プール
- 吹田市総合福祉会館
- 吹田保健所
- 吹田簡易裁判所
- 泉殿宮
- 吹田郵便局
  - ゆうちょ銀行吹田店
- 吹田泉郵便局

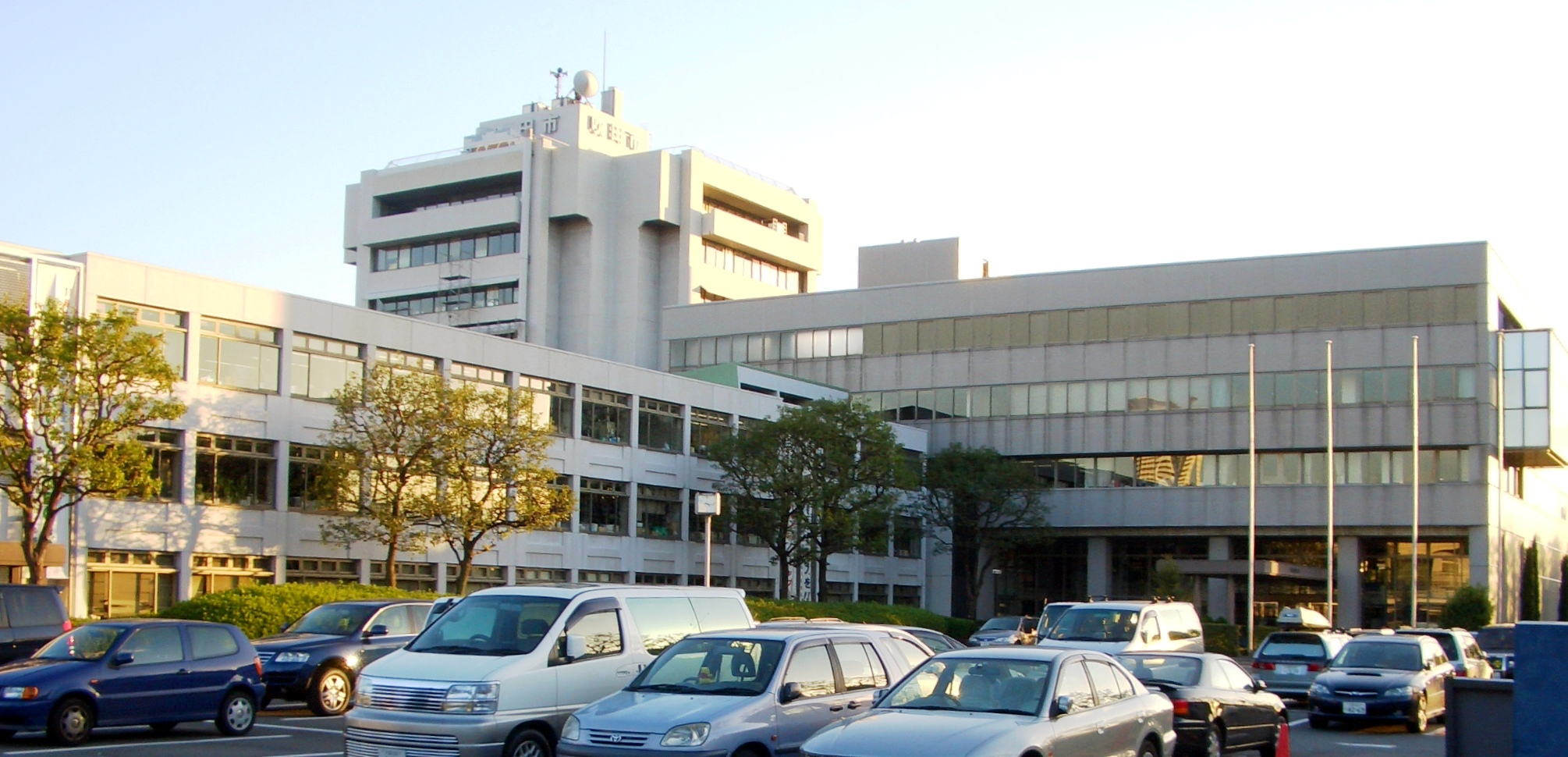
吹田市役所（2005年11月）

- 国道479号（内環状線） - 駅のすぐ北を立体交差している。
- アサヒビール吹田工場
- 吹田グリーンプレイス - JR西日本大阪開発がJR西日本社宅跡地に2016年6月にオープンさせたショッピングセンター
- カトリック吹田教会

JR西日本の吹田駅へは、直線距離で600メートルほど離れている。また至近距離に東海道本線（JR京都線）のガードがある。おおさか東線の南吹田駅とは道路に沿って1.7キロメートルほど離れていて、JR吹田駅よりは当駅の方が若干近い（路線の乗り換えは淡路駅経由となる）。

## バス路線
阪急バスにより運行されている。停留所名は「吹田市役所前（阪急吹田駅）」。
駅前の道路上に複数ののりばが並ぶ他、当駅から約300メートル離れた場所に西口のりばもある（吹田市役所からも約200メートル離れている）。
| のりば | 路線名                                        | 系統・行先                        | 備考                                                             |
| ------ | --------------------------------------------- | --------------------------------- | ---------------------------------------------------------------- |
| 1      | 吹田市内線                                    | 12系統：千里中央/阪急山田駅       | 一部便は阪急山田駅止まり                                         |
| 1      | 吹田市内線                                    | 4系統：千里中央                   |                                                                  |
| 2      | 吹田市内線                                    | 2系統：桃山台駅/亥子谷            | 一部便は亥子谷止まり。平日の亥子谷行き最終は深夜バス（運賃倍額） |
| 2      | 吹田市内線                                    | 3系統：桃山台駅                   | 昼間のみ運行、吹高口経由                                         |
| 2      | 吹田市内線                                    | 13系統：原町二丁目方面（循環）    | 平日22時台の1本のみ                                              |
| 2      | 吹田市内線                                    | 19系統：吹田高校方面（循環）      | 右回りと左回りの2通りあり                                        |
| 2      | 吹田市内線                                    | 20系統：五月が丘西方面（循環）    |                                                                  |
| 3      | 吹田線                                        | 86系統：阪急曽根駅                |                                                                  |
| 3      | 10・86系統：吹田営業所前                      |                                   |                                                                  |
| 4      | 2・3・4・12・19・20・86系統：JR吹田駅（南口） |                                   |                                                                  |
| 西口   | 吹田線                                        | 86系統：阪急曽根駅                | このあと、当停留所3のりばにも乗り入れる                          |
| 西口   | 吹田市内線                                    | 10系統：桃山台駅/JR岸辺駅（南口） | 平日最終便はJR岸辺駅（南口止まり）                               |
| 西口   | 吹田市内線                                    | 2系統：桃山台駅                   | 平日早朝の1本のみ（当停留所始発）                                |

## 阪急吹田駅とJR吹田駅
阪急とJR西日本で同じ名称を名乗っている駅には、他に宝塚駅や伊丹駅（伊丹駅 (阪急)・伊丹駅 (JR西日本)）、塚口駅（塚口駅 (阪急)・塚口駅 (JR西日本)）があるが、吹田駅は伊丹駅・塚口駅と同様にJRと距離が離れている。
吹田駅同士は歩けない距離ではないが、京都・滋賀方面から関西大学へ通学する学生の一部等が乗り換え駅として使用する程度であり、地元住民以外の者が利用する際などで混乱を招く場合がある。なお、阪急バスの最寄りの停留所は、JR吹田駅がJR吹田およびJR吹田北口であり、阪急吹田駅は吹田市役所前（阪急吹田）である。旧吹田駅・市役所前駅があった時代は、日本国有鉄道（国鉄）吹田駅が国鉄吹田駅前、市役所前駅が吹田市役所前、旧吹田駅が阪急吹田（駅廃止後に寿町に改称した後に廃止、現在の京阪バスの吹田簡裁前バス停とは位置が異なる）であった。

## 隣の駅
阪急電鉄
■千里線
下新庄駅 (HK-88) - 吹田駅 (HK-89) - 豊津駅 (HK-90)

### 記事本文

### 利用状況
1. ↑  大阪府統計年鑑 - 大阪府
2. ↑  吹田市統計書

阪急電鉄
1. 1 2  駅別乗降人員
2. ↑  阪急電鉄. “駅別乗降人員 2007年平均（平日）〔1月～12月〕”. 2009年3月24日時点のオリジナルよりアーカイブ。2024年9月18日閲覧。
3. ↑  阪急電鉄. “駅別乗降人員 2008年平均（平日）〔1月～12月〕”. 2010年3月18日時点のオリジナルよりアーカイブ。2024年9月18日閲覧。
4. ↑  阪急電鉄. “駅別乗降人員 2009年平均（平日）〔1月～12月〕”. 2010年9月23日時点のオリジナルよりアーカイブ。2024年9月18日閲覧。
5. ↑  阪急電鉄. “駅別乗降人員 2010年平均（平日）〔1月～12月〕”. 2011年9月26日時点のオリジナルよりアーカイブ。2024年9月18日閲覧。
6. ↑  阪急電鉄. “駅別乗降人員（2017年 通年平均）”. 2018年9月17日時点のオリジナルよりアーカイブ。2024年9月18日閲覧。
7. ↑  阪急電鉄. “駅別乗車人員（2018年 通年平均）”. 2024年4月29日時点のオリジナルよりアーカイブ。2024年9月18日閲覧。
8. ↑  阪急電鉄. “駅別乗車人員（2019年 通年平均）”. 2024年4月29日時点のオリジナルよりアーカイブ。2024年9月18日閲覧。
9. ↑  阪急電鉄. “駅別乗車人員（2020年 通年平均）”. 2024年4月29日時点のオリジナルよりアーカイブ。2024年9月18日閲覧。
10. ↑  阪急電鉄. “駅別乗車人員（2021年 通年平均）”. 2024年4月29日時点のオリジナルよりアーカイブ。2024年9月18日閲覧。
11. ↑  阪急電鉄. “駅別乗車人員（2022年 通年平均）”. 2024年4月29日時点のオリジナルよりアーカイブ。2024年9月18日閲覧。
12. ↑  “駅別乗降人員2023｜路線・駅”.   阪急電鉄. 2025年7月15日閲覧。

大阪府統計年鑑
1. ↑  大阪府統計年鑑（昭和42年） (PDF)
2. ↑  大阪府統計年鑑（昭和43年） (PDF)
3. ↑  大阪府統計年鑑（昭和44年） (PDF)
4. ↑  大阪府統計年鑑（昭和45年） (PDF)
5. ↑  大阪府統計年鑑（昭和46年） (PDF)
6. ↑  大阪府統計年鑑（昭和47年） (PDF)
7. ↑  大阪府統計年鑑（昭和48年） (PDF)
8. ↑  大阪府統計年鑑（昭和49年） (PDF)
9. ↑  大阪府統計年鑑（昭和50年） (PDF)
10. ↑  大阪府統計年鑑（昭和51年） (PDF)
11. ↑  大阪府統計年鑑（昭和52年） (PDF)
12. ↑  大阪府統計年鑑（昭和53年） (PDF)
13. ↑  大阪府統計年鑑（昭和54年） (PDF)
14. ↑  大阪府統計年鑑（昭和55年） (PDF)
15. ↑  大阪府統計年鑑（昭和56年） (PDF)
16. ↑  大阪府統計年鑑（昭和57年） (PDF)
17. ↑  大阪府統計年鑑（昭和58年） (PDF)
18. ↑  大阪府統計年鑑（昭和59年） (PDF)
19. ↑  大阪府統計年鑑（昭和60年） (PDF)
20. ↑  大阪府統計年鑑（昭和61年） (PDF)
21. ↑  大阪府統計年鑑（昭和62年） (PDF)
22. ↑  大阪府統計年鑑（昭和63年） (PDF)
23. ↑  大阪府統計年鑑（平成元年） (PDF)
24. ↑  大阪府統計年鑑（平成2年） (PDF)
25. ↑  大阪府統計年鑑（平成3年） (PDF)
26. ↑  大阪府統計年鑑（平成4年） (PDF)
27. ↑  大阪府統計年鑑（平成5年） (PDF)
28. ↑  大阪府統計年鑑（平成6年） (PDF)
29. ↑  大阪府統計年鑑（平成7年） (PDF)
30. ↑  大阪府統計年鑑（平成8年） (PDF)
31. ↑  大阪府統計年鑑（平成9年） (PDF)
32. ↑  大阪府統計年鑑（平成10年） (PDF)
33. ↑  大阪府統計年鑑（平成11年） (PDF)
34. ↑  大阪府統計年鑑（平成12年） (PDF)
35. ↑  大阪府統計年鑑（平成13年） (PDF)
36. ↑  大阪府統計年鑑（平成14年） (PDF)
37. ↑  大阪府統計年鑑（平成15年） (PDF)
38. ↑  大阪府統計年鑑（平成16年） (PDF)
39. ↑  大阪府統計年鑑（平成17年） (PDF)
40. ↑  大阪府統計年鑑（平成18年） (PDF)
41. ↑  大阪府統計年鑑（平成19年） (PDF)
42. ↑  大阪府統計年鑑（平成20年） (PDF)
43. ↑  大阪府統計年鑑（平成21年） (PDF)
44. ↑  大阪府統計年鑑（平成22年） (PDF)
45. ↑  大阪府統計年鑑（平成23年） (PDF)
46. ↑  大阪府統計年鑑（平成24年） (PDF)
47. ↑  大阪府統計年鑑（平成25年） (PDF)
48. ↑  大阪府統計年鑑（平成26年） (PDF)
49. ↑  大阪府統計年鑑（平成27年） (PDF)
50. ↑  大阪府統計年鑑（平成28年） (PDF)
51. ↑  大阪府統計年鑑（平成29年） (PDF)
52. ↑  大阪府統計年鑑（平成30年） (PDF)
53. ↑  大阪府統計年鑑（令和元年） (PDF)
54. ↑  大阪府統計年鑑（令和2年） (PDF)
55. ↑  大阪府統計年鑑（令和3年） (PDF)
56. ↑  大阪府統計年鑑（令和4年） (PDF)
57. ↑  大阪府統計年鑑（令和5年） (PDF)
58. ↑  大阪府統計年鑑（令和6年） (PDF)

吹田市統計書
1. 1 2 3 4 5  平成15年版吹田市統計書
2. ↑  平成16年版吹田市統計書
3. ↑  平成17年版吹田市統計書
4. ↑  平成18年版吹田市統計書
5. ↑  平成19年版吹田市統計書
6. ↑  平成20年版吹田市統計書
7. ↑  平成21年版吹田市統計書
8. ↑  平成22年版吹田市統計書
9. ↑  平成23年版吹田市統計書
10. ↑  平成24年版吹田市統計書
11. ↑  平成25年版吹田市統計書
12. ↑  平成26年版吹田市統計書
13. ↑  平成27年版吹田市統計書
14. ↑  平成28年版吹田市統計書
15. ↑  平成29年版吹田市統計書
16. ↑  平成30年版吹田市統計書
17. ↑  令和元年版吹田市統計書
18. ↑  令和2年版吹田市統計書
19. ↑  令和3年版吹田市統計書
20. ↑  令和4年版吹田市統計書
21. ↑  令和5年版吹田市統計書
22. ↑  令和6年版吹田市統計書